# Arvi Pohjanpää
Sulo Arvi Pohjanpää (su apellido fue Nordqvist hasta 1906, Helsinki, Finlandia, 10 de julio de 1887-21 de diciembre de 1959) fue un gimnasta artístico finlandés, medallista de bronce olímpico en Londres 1908 en el concurso por equipos.
Sus padres fueron Kaarle Henrik Nordqvist (Pohjanpää desde 1906) e Iida Vilhelmiina Kourlaa. El poeta Lauri Pohjanpää (1889–1962) fue su hermano. Se casó dos veces, en 1922 con Lempi Vilma Ranttila (muerta en 1947) y en 1953 con Aila Tellervo Heikinheimo.

## Carrera deportiva
En las Olimpiadas celebradas en Londres en 1908 consigue el bronce en el concurso por equipos, tras los suecos (oro) y los noruegos (plata), y siendo sus compañeros de equipo los gimnastas: Eino Forsström, Otto Granström, Johan Kemp, Iivari Kyykoski, Heikki Lehmusto, John Lindroth, Yrjö Linko, Edvard Linna, Matti Markkanen, Kaarlo Mikkolainen, Veli Nieminen, Kaarlo Kustaa Paasia, Eino Railio, Aarne Pohjonen, Heikki Riipinen, Arno Saarinen, Einar Werner Sahlstein, Aarne Salovaara, Karl Sandelin, Elis Sipilä, Viktor Smeds, Kaarlo Soinio, Kurt Enoch Stenberg, Väinö Tiiri y Magnus Wegelius.